# برج الجوهرة (دمشق)
برج الجوهرة هو برج سكني في العاصمة دمشق، يصل إلى ارتفاع 125 متر (410 قدم). يتم إنشاؤه من قبل الحكومة السعودية في دمشق – حي البحصة، سوريا.وهو جزء من مشروع داون تاون قادم في دمشق. تم تدشينه في نهاية يوليو 2025، يضم البرج شقق وغرف فندقية فاخرة مؤلفة من 15 طابق، و15 طابق مخصصة للأعمال، وبقية الطوابق مخصصة لمحال التجزئة، مطاعم، وصالة رياضية، ومنتجع صحي، وبركة سباحة.
مساحة المشروع تتجاوز 25,000 متر² في قلب دمشق التجاري. يتضمن 32 طابقًا تشكّل معلمًا بارزًا في أفق العاصمة، وهو أطول برج في سوريا تم الإعلان عنه حتى يوليو 2025. وبتكفله تتجاوز 375 مليون ريال سعودي (أكثر من 100 مليون دولار).